# Rinya
Rinya je rijeka u Mađarskoj.
Najvećim dijelom svog toka se nalazi u Šomođskoj županiji, dok zadnjih par kilometara čini granicu između Mađarske i Hrvatske, kod sela Križnica. Lijeva je pritoka rijeke Drave, duga 60 km.
Izvire u Zadunavskim brdima, teče prema jugu prolazeći kroz naselja Böhönye,  Šegeš, Nagyatád te sjeveroistočno od Bobovca, gdje utječe u Dravu nekoliko kilometara zapadno od Barča.
Uz tok ove rječice se nalazi zaštićena područja Krajevska šuma i Bobovečki pašin vrt.

## Vanjske poveznice
- Zaštićeno područje Krajevske šume[neaktivna poveznica]